# Dabqaad

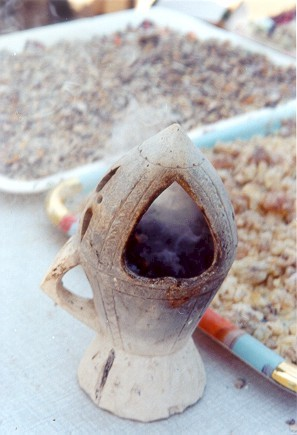
Een dabqaad

Een dabqaad (Somalisch voor "vuur oppakken"), ook wel bekend als idin of girgire, is een wierookbrander. Het is een potje met een of twee handvatten. Deze wordt vaak gebruikt in Somalië, Djibouti en Ethiopië.
Dabqaads worden traditioneel gebruikt om huizen te parfumeren na grote maaltijden en tijdens speciale gelegenheden, zoals het ontvangen van gasten. Verder gebruiken Somalische vrouwen deze ook om zichzelf te parfumeren met wierook. In de dabqaad wordt hete houtskool gedaan, met daarbovenop wierookhars (lubaan) of een bereide wierook (cuunsi). Op het Arabisch Schiereiland wordt daar ook bukhoor voor gebruikt. Het brandt ongeveer tien minuten, maar zorgt ervoor dat het huis vele uren lekker ruikt. De dabqaad is gemaakt van witte klei of speksteen, wat gevonden wordt in bepaalde gebieden in het zuiden en het noorden van Somalië. De plaats El Buur is het centrum voor de productie van dabqaads, waar ze gemaakt worden van sepioliet. Door familiebezoeken in de Hoorn van Afrika hebben ook Somaliërs die in West-Europa wonen een dabqaad.